# 5681 Bakulev
5681 Bakulev este un asteroid din centura principală de asteroizi.

## Descriere
5681 Bakulev este un asteroid din centura principală de asteroizi. A fost descoperit pe 15 septembrie 1990 la Observatorul de Astrofizică din Crimeea de Liudmila Juravliova. El prezintă o orbită caracterizată de o semiaxă mare de 2,20 ua, o excentricitate de 0,19 și o înclinație de 5,2° în raport cu ecliptica.